# Wilhelm Prinzhorn (Lehrer, 1859)
Wilhelm Prinzhorn (auch: Guilelmus Prinzhorn; * 21. Februar 1859 in Burgdorf bei Hannover; † nach 1938) war ein deutscher Gymnasialdirektor und Schulrat der preußischen Provinz Hannover in Berlin.

## Leben
Der noch zur Zeit des Königreichs Hannover in Burgdorf geborene Wilhelm Prinzhorn erwarb sein Abitur Ostern 1877 am Ernestinum in Celle und studierte anschließend klassische Philologie. Nach Ableistung seiner Militärpflicht wirkte er mehrere Jahre als Hauslehrer.
1885 wurde Prinzhorn mit seiner in lateinischer Sprache abgefassten Dissertation De libris Terentianis quae ad recensionem Calliopianam redeunt von der Georg-August-Universität Göttingen zum Dr. phil. promoviert und bestand später die Prüfung für das Lehramt an höheren Schulen. Ab dem 1. April 1887 leistete er in der Oberharzer Bergstadt Clausthal am dortigen Gymnasium sein  pädagogisches Probejahr ab.
Um Ostern 1888 wurde Prinzhorn als wissenschaftlicher Hilfslehrer nach Goslar an das Gymnasium mit Realgymnasium berufen. Kurze Zeit später nahm er im Winterhalbjahr 1888/89 an dem Kurs der Königlichen Turnlehrerbildungsanstalt in Berlin teil.
Von Ostern 1890 bis Ostern 1894 wirkte Wilhelm Prinzhorn als Inspektor in dem in Goslar neu gegründeten Erziehungshaus des Klosters Loccum, blieb aber weiterhin bis Ostern 1902 in Goslar als Oberlehrer tätig.
Zum 1. April 1902 übernahm Prinzhorn die Leitung des Gymnasiums mit Realprogymnasium in Hameln. Zum 1. April 1905 wurde er zum Direktor an das Lyceum I in Hannover berufen.
Nachdem Wilhelm Prinzhorn spätestens 1911 als Geheimer Regierungsrat wirkte, wurde der 1912 zum Provinzialschulrat in Berlin berufen.
Um 1939 wohnte der nunmehrige Regierungsrat und Oberschulrat a. D. in Potsdam im Haus Kapellenbergstraße 7, in der heutigen Puschkinallee.

## Schriften
- De libris Terentianis, quae ad recensionem Calliopianam redeunt. Dissertatio inauguralis quam ad summos in philosophia honores capessendos amplissimo philosophorum ordini Academiae Georgiae Augustae / tradidit Guilelmus Prinzhorn, Gottingae: Typis expressit Officina Academica Dieterichiana, 1885
- Antrittsrede als Direktor, Hameln: C. W. Niemeyer, [1903][8]
- Die freiere Gestaltung des Unterrichts in der Prima des Lyzeums zu Hannover, in: Monatschrift für höhere Schulen , Band 8 (1909), S. 289–303
- Zur Gründung und Entwicklung der preußischen Provinzialschulkollegien, in: Deutsches Philologen-Blatt. Korrespondenz-Blatt für den akademisch gebildeten Lehrerstand, hrsg. von August Hoofe, 34. Jahrgang (1926), Heft 17, Leipzig: Seite 241–246; Digitalisat über die Bibliothek für Bildungsgeschichtliche Forschung (BBF)
- Die Dienstanweisungen für die Direktoren (Direktorinnen) und Lehrer (Lehrerinnen) an den höheren Lehranstalten für die männliche und die weibliche Jugend in Preußen mit ändernden Bestimmungen und Anmerkungen. Stand vom 1. April 1930 (= Weidmannsche Taschenausgaben von Verfügungen der Preußischen Unterrichtsverwaltung, Band 65), hrsg. von Wilhelm Prinzhorn, Berlin: Weidmann, 1930
- Eine notwendige Klarstellung, in Deutsches Philologen-Blatt, 42. Jahrgang (1934), Heft 28, Seite 306–307; Digitalisat der BBF